# Virginie Hériot
Virginie Claire Désirée Marie Hériot (Le Vésinet, 26 luglio 1890 – Arcachon, 28 agosto 1932) è stata una velista francese.

## Palmarès

### Olimpiadi
- 1 medaglia:
  - 1 oro (Amsterdam 1928 nella classe 8 metri)